# Nelly Bodenheim
Johanna Cornelia Hermana (Nelly) Bodenheim (Amsterdam, 27 mei 1874 – aldaar, 7 januari 1951) was een Nederlands illustrator, textielkunstenaar en ontwerper van affiches, boekomslagen en toneelkostuums. Zij is echter vooral bekend als illustrator van kinderboeken. Zij behoorde, samen met onder anderen Ben Wierink, Wilhelmina Drupsteen en Rie Cramer, rond 1900 tot de eerste Nederlandse kunstenaars die vanuit artistieke principes werkten om esthetisch verantwoorde prentenboeken voor kinderen te maken. Nelly Bodenheim en Rie Cramer zouden uitgroeien tot de twee belangrijkste illustratoren van hun tijd. Cramers werk was omvangrijker en vlotter dan dat van Bodenheim, maar het werk van Nelly Bodenheim werd gezien als oorspronkelijker en artistieker. Vooral Bodenheims prentenboeken Handje-Plak (1900) en Het regent, het zegent (1901) zijn bekend gebleven. De bakerrijmpjes met de voor haar kenmerkende zwarte silhouetten, zogenaamde zwart-witjes, werden nog tot in jaren negentig herdrukt.
Nelly Bodenheim behoorde tot de groep vrouwelijke kunstenaars die bekend staan als de Amsterdamse Joffers, waartoe verder nog werden gerekend de schilderessen Lizzy Ansingh, Jo Bauer-Stumpff, Ans van den Berg, Marie van Regteren Altena, Coba Ritsema, Suze Robertson, Jacoba Surie en Betsy Westendorp-Osieck.
Zij studeerden aan het eind van de 19e eeuw aan de Rijksakademie van beeldende kunsten in Amsterdam. Bodenheim was de enige van de Joffers die niet verder ging in de schilderkunst. 
In 1949 kreeg Nelly Bodenheim een grote overzichtstentoonstelling in het Stedelijk Museum Amsterdam. Dit betekende de definitieve erkenning van haar werk.

## Biografische schets
Nelly Bodenheim groeide, samen met drie zussen en twee broers, op in een welvarende middenstandsfamilie, die oorspronkelijk afkomstig was uit Duitsland. Haar vader Godfried Bodenheim (1840-1894) was een kunstverzamelaar en had een gedistingeerd kledingatelier, waar galakleding en uniformen vervaardigd werden. Johanna Wispelweij (1847-1914), haar moeder, was ook ondernemer. Na de dood van haar echtgenoot zette Johanna Wispelweij het bedrijf voort onder de naam ‘Wed. G.A. Bodenheim’. De kleermakerij was een commercieel succes in het Amsterdam van de tweede helft van de 19e eeuw, toen de stad weer tot bloei kwam. Hierdoor kon de familie in respectabele huizen wonen aan een van de chique grachten van Amsterdam en in het Willemsparkwegkwartier. En het stelde Nelly Bodenheim in staat een statig atelier aan een Amsterdamse gracht te hebben en als kunstenaar vrijer te werken en kritisch te zijn in het aannemen van opdrachten.
Als kind tekende Nelly Bodenheim graag. Vanaf 1887 kreeg ze haar eerste tekenonderwijs aan de Amsterdamse Dagteeken- en Kunstambachtsschool voor Meisjes, een van de voorlopers van de latere Gerrit Rietveld Academie. Daarna zette ze haar opleiding van 1893 tot 1895 voort aan de Rijksacademie voor Beeldende Kunsten in Amsterdam. Op deze academie leerde ze onder andere Lizzy Ansingh, Marie van Regteren Altena en Coba Ritsema kennen. Zij zouden later, samen met andere vrouwelijke kunstenaars, bekend staan als de Amsterdamse Joffers. Een van hun belangrijkste leraren in deze periode was kunstschilder August Allebé, tevens directeur van de academie. Nog tijdens haar academiejaren, vanaf 1894, ging Nelly Bodenheim twee jaar in de leer bij de in Bussum woonachtige kunstschilder en -criticus Jan Veth, omdat ze zich wilde gaan richten op het tekenen en het lithograferen.

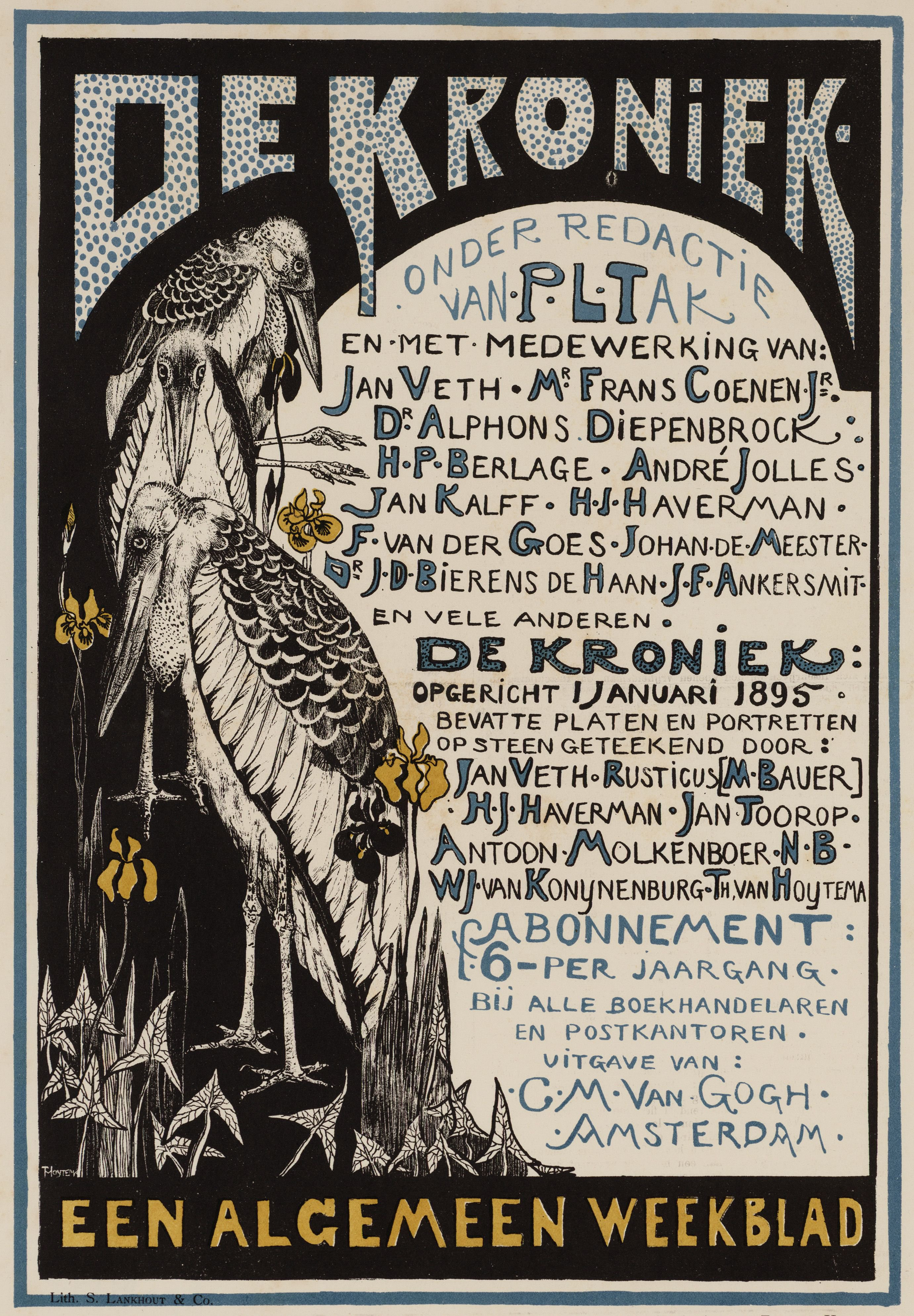
Affiche voor De Kroniek, het tijdschrift waarin Nelly Bodenheim haar eerste steendruk publiceerde.

Direct na de voltooiing van haar opleiding aan de Rijksacademie verschenen illustraties van Nelly Bodenheim in diverse tijdschriften. Haar eerste gekleurde steendruk werd in 1895 gepubliceerd in het toentertijd nieuwe literaire tijdschrift De Kroniek. Het was een illustratie bij het toen populaire liedje Toen ik op Neerlands bergen stond. Ze illustreerde ook regelmatig voor Ons Thuis, het kindermaandblad van Henriëtte Dietz en Katharina Leopold.
Als illustrator van kinderboeken debuteerde Nelly Bodenheim in 1897 met Rietje's Pop van de Amsterdamse kinderboekenschrijver Tine van Berken. De tekeningen voor dit meisjesboek maakte ze in opdracht van de uitgeverij, maar ze waren nog weinig bezield. Haar carrière als succesvol illustrator van kinderboeken begon met de prentenboeken Handje-Plak (1900) en Het regent, het zegent (1901). Uiteindelijk zouden er in totaal 22 boeken met illustraties van haar hand verschijnen, vooral met versjes en liedjes.
Samen met enkele andere Amsterdamse Joffers was Nelly Bodenheim ook betrokken bij de voorbereiding van de tentoonstelling De vrouw 1813-1913 als lid van de commissie voor beeldende kunst. Daarnaast was Bodenheim, samen met onder anderen de schrijver Nienke van Hichtum en de illustratoren Rie Cramer en Berhardina Midderigh-Bokhorst ook lid van de commissie voor kinderlectuur. Op de tentoonstelling De vrouw 1813-1913 werden esthetische prentenboeken geëxposeerd van de toentertijd bekende illustratoren als Ben Wierink, Theo van Hoytema en Nelly Bodenheim zelf. Zij hadden al eerder werk op een tentoonstelling laten zien. Rie Cramer en Wilhelmina Drupsteen debuteerden hier met hun werk.
Nelly Bodenheim was lid van Arti et Amicitiae in Amsterdam.
Zij stierf in 1951 op 76-jarige leeftijd. Zij werd begraven op Zorgvlied.

## Werk

### Invloed van de Nieuwe Kunst

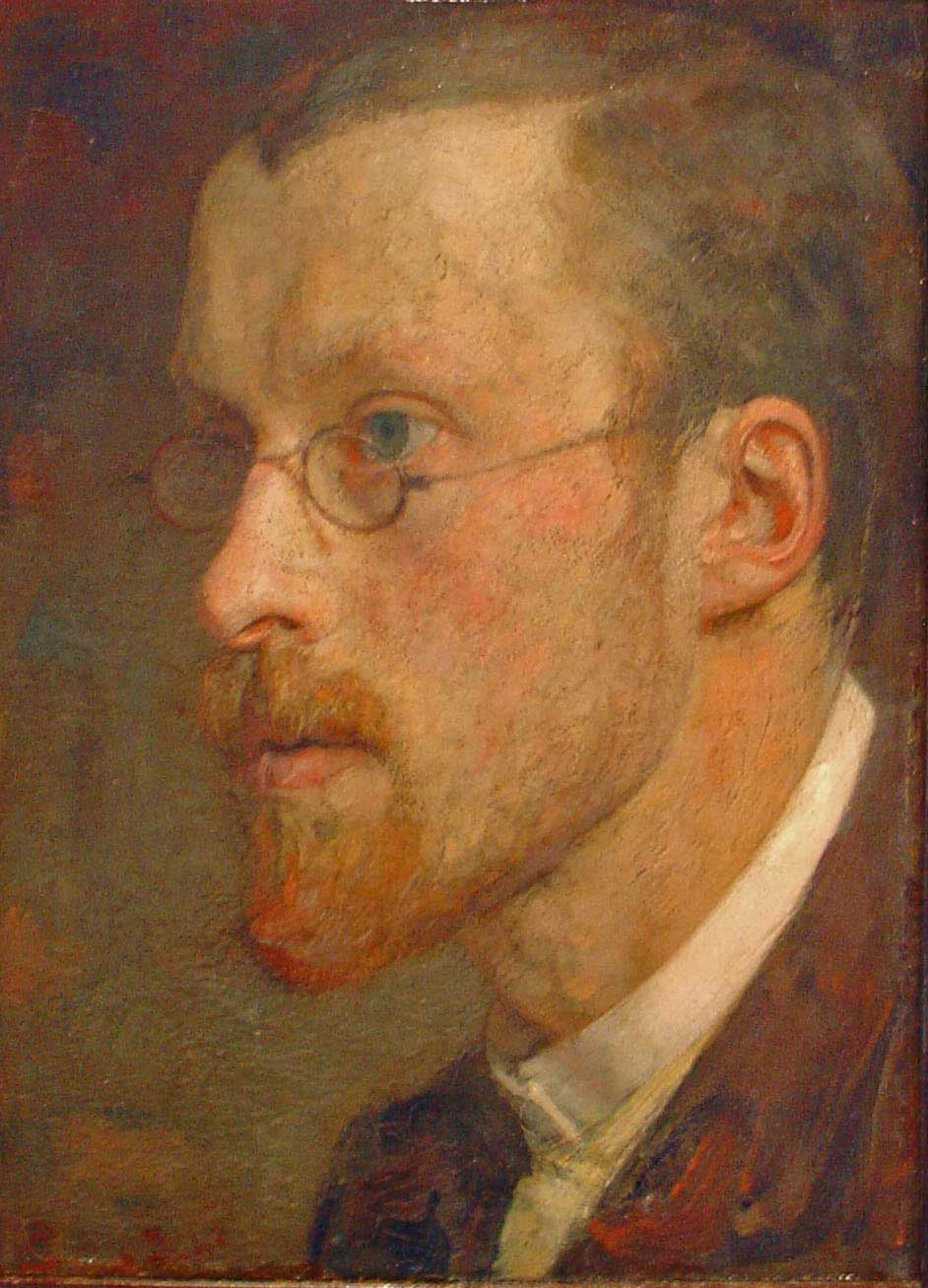
Zelfportret Jan Veth (1887)

Bodenheim werd sterk beïnvloed door haar leermeester Jan Veth. Hij bracht de ideeën van Walter Crane, een van de grondleggers van de Arts-and-Craftsbeweging, naar Nederland door Cranes boek Claims of Decorative Art (1892) te vertalen. Zijn Nederlandse bewerking Kunst en Samenleving (1893) zou niet alleen een handboek van de Nieuwe Kunst worden, maar ook voor de boekvernieuwing. Crane pleitte onder meer voor een decoratieve eenheid van tekst, illustratie en bladverdeling in een boek. Jan Veth heeft ook als kunstcriticus bijgedragen aan de erkenning van Bodenheim als illustrator. Mede door zijn positieve kritieken was haar naam als illustrator na het verschijnen van Handje Plak en Het Regent het Zegent in één klap gevestigd.
Illustratoren van kinderboeken, zoals Nelly Bodenheim, Bernhardina Midderigh-Bokhorst en Rie Cramer, werden ook beïnvloed door het werk van kunstenaars van de Nieuwe Kunst als Anton Derkinderen, Gerrit Willem Dijsselhoff en Jan Toorop, die ook boeken illustreerden. Weliswaar geen kinderboeken, maar hun ideeën en boekillustraties werkten inspirerend, ook voor illustratoren van kinderboeken.

### Haar werk als illustrator
Bodenheim lithografeerde haar werk meestal niet zelf. Hierdoor was zij afhankelijk van de haar toegewezen steendrukkers, hun technische waardigheden en hun inlevingsvermogen in haar werk. Deze samenwerking leverde bij Groen, groen grasje (1923) een ‘subliem’ resultaat op. Het boek is een mooi voorbeeld van de vooruitgang van de kleurensteendruk in Nederland sinds 1900. Doordat Bodenheim niet zelf met grafische technieken werkte, werd haar werk kritisch bekeken door aanhangers van de Nieuwe Kunst. Door recensenten werden haar vroege prentenboeken vooral beoordeeld als kinderliteratuur, niet als kunstuiting. Haar latere werk, dat expressiever en sprookjesachtiger was, werd wel door de kunstcritici positief besproken.

#### Handje-Plak(1900) enHet regent, het zegent(1901)

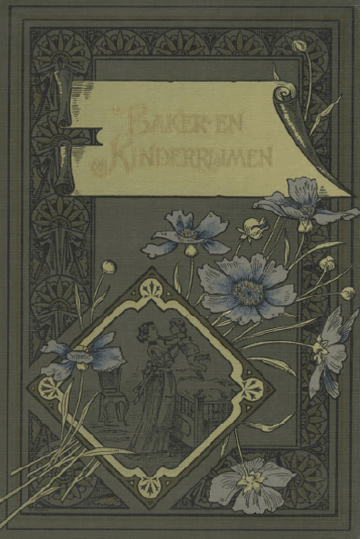
Nederlandsche Baker-en kinderrijmen (4e druk, 1894), verzameld door Johannes van Vloten

Nelly Bodenheim begon haar carrière als succesvol illustrator met de prentenboeken Handje-Plak (1900) en Het regent, het zegent (1901), die verschenen bij de in die tijd vooruitstrevende Amsterdamse uitgeverij S.L. van Looy.
Ze weerspiegelen invloeden van de Engelse illustrator Kate Greenaway en herinneren aan de sfeer van de Engelse nursery rhymes. Bodenheims prentenboeken zijn gebaseerd op bekende baker- en kinderrijmpjes. Voor haar boeken maakte Bodenheim een op kinderen gerichte selectie uit de Nederlandsche baker- en kinderrijmen (1872-1894). Deze toentertijd baanbrekende pioniersverzameling van Johannes van Vloten was ook een inspiratiebron voor Simon Abramsz, Sijtje Aafjes en Jan Wiegman. Door hun uitgaven werden bakerrijmpjes populair en vormden op hun beurt een inspiratiebron voor de kinderversjes van Rie Cramer.
De illustraties voor Handje-Plak en Het regent, het zegent worden vaak 'zwart-witjes' genoemd. Het zijn zwarte silhouetten in Oost-Indische inkt, waardoor een soort schimmenspel ontstaat. Ze laten subtiele details zien en geven een humoristische vrije interpretatie van de werkelijkheid. De kleding met de wijduitstaande rokken en de omvangrijke pruiken doen denken aan de tweede helft van de 18e eeuw. Hiermee koppelde Nelly Bodenheim de oud-Hollandse versjes niet aan een geïdealiseerd Hollands folklorisme, zoals Henriëtte Willebeek le Mair in haar Engelstalige prentenboeken, maar eerder, en niet zonder humor, aan het 19e-eeuwse burgerlijke milieu van de stadse Hollander.

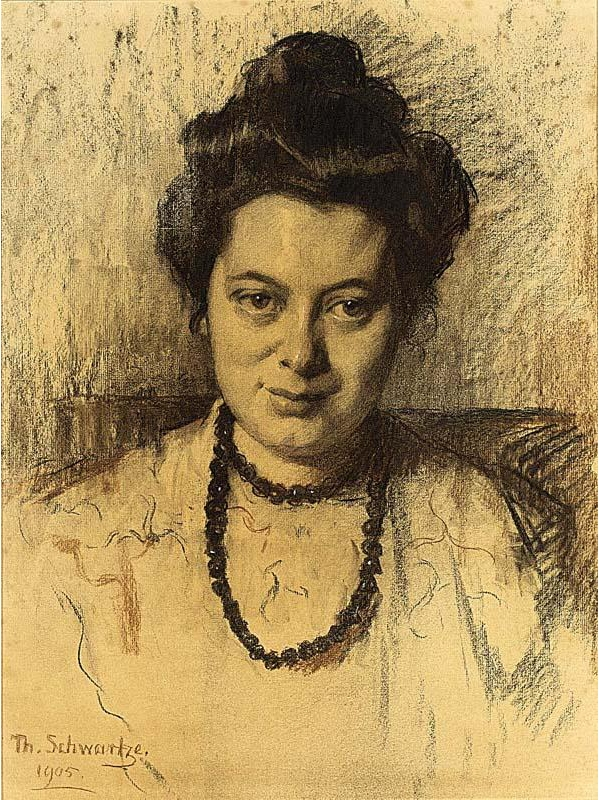
Het portret, dat Thérèse Schwartze, een tante van Lizzy Ansingh, maakte van Nelly Bodenheim (1905)

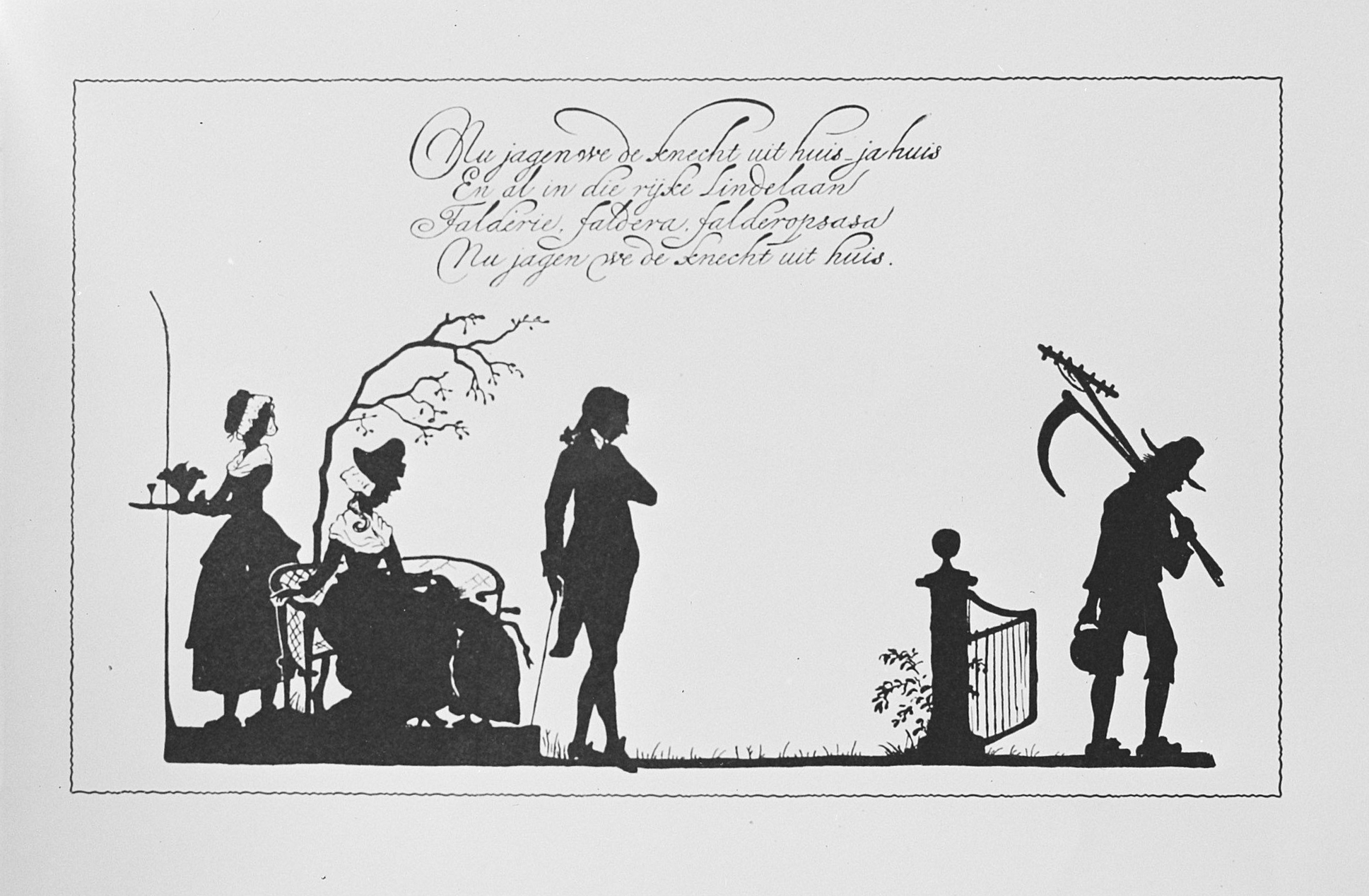
Een voorbeeld van een "zwart-witje" in Oost-Indische inkt. Foto Daan Noske.

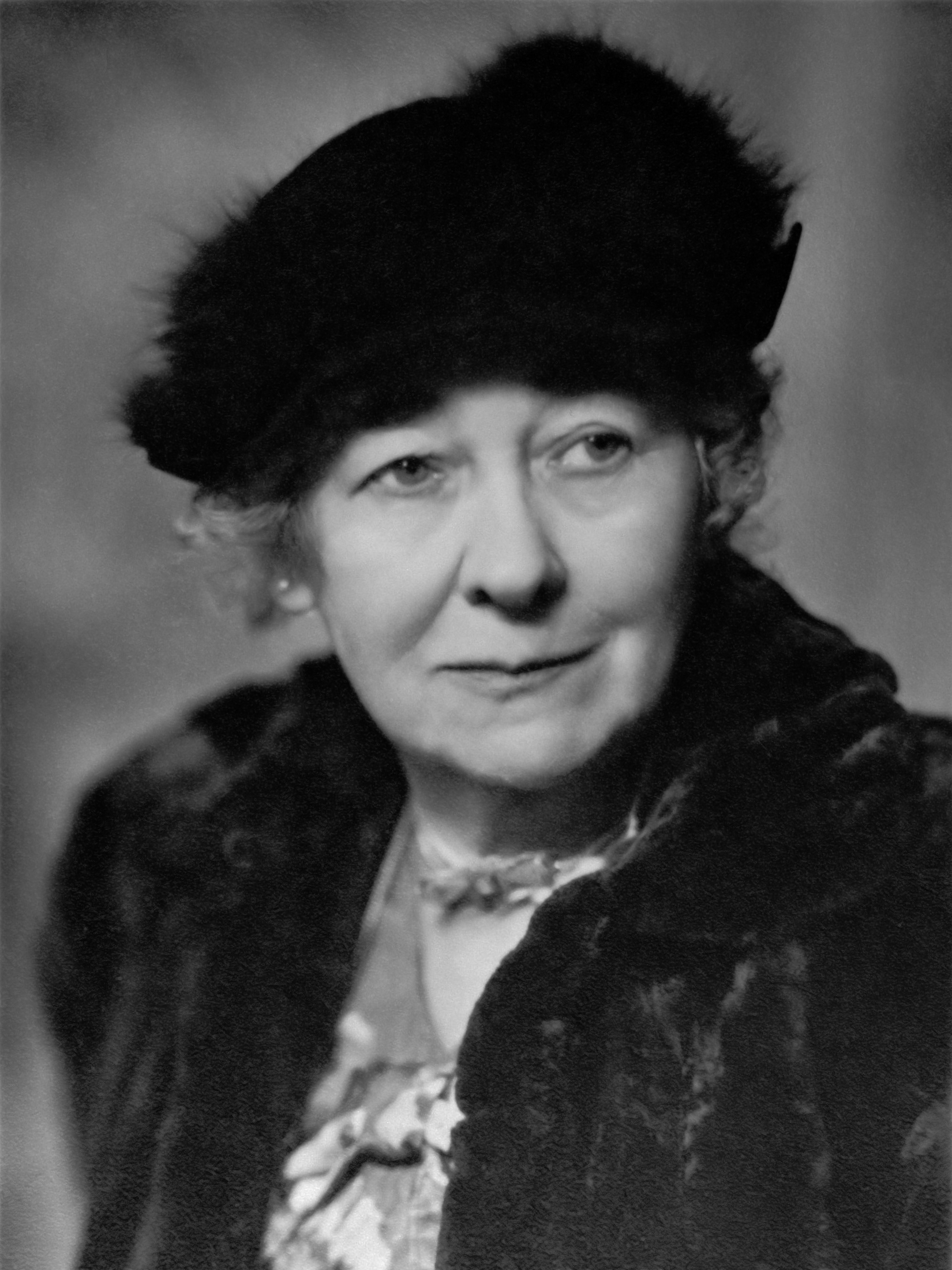
Samen met Lizzy Ansingh (1950) maakte Nelly Bodenheim een aantal prentenboeken. Foto Jac. de Nijs.

Handje-Plak en Het regent, het zegent werden vaak herdrukt en zijn nog lang populair gebleven. Ze stonden ook op de lijst van boeken die J.W. Gerhard (1864-1923) in 1905 publiceerde. In een tijd, dat prentenboeken vaak van slechte kwaliteit waren door slechte tekeningen en schrille kleuren, riep deze Amsterdamse socialistische onderwijzer en aanhanger van de Duitse Kunsterziehungsbewegung kunstenaars op om prentenboeken te maken die gericht waren op het kind en tegelijkertijd ook werkten aan zijn esthetische ontwikkeling. Een prentenboek moest volgens Gerhard ook een kunstwerk zijn. Zijn lijst zou nog jarenlang gelden als de canon van Nederland en Vlaanderen.

#### Raadsels(1902)
Dit boek is een selectie oude raadsels uit de collectie die de taalkundige Gerrit Jacob Boekenoogen verzamelde. In de illustraties die Nelly Bodenheim daarbij maakte zit de oplossing van de raadsels verborgen. Behalve raadsels verzamelde Boekenoogen ook kinderrijmpjes en kinderliedjes en adviseerde hij Nelly Bodenheim bij de keuze van de bakerrijmpjes voor haar eerdere prentenboeken. In 1893 publiceerde hij zijn eigen verzameling rijmpjes onder de titel Onze rijmen.

#### In Holland staat een huis(1903)
Bodenheim baseerde dit prentenboek op een oud kringspelletje. Zij maakte er geraffineerde silhouetten bij met pikante toespelingen gericht aan de meekijkende volwassene. En zonder enige consideratie op te brengen voor de tere kinderziel zoals schrijver en kinderboeken recensent Bregje Boonstra betoogde.

#### Sprookjes en Rijmpjes(1908)
Dit is een voor die tijd vernieuwend prentenboek doordat het blad werd gezien als een vrije ruimte voor tekst en beeld. Ze vormen een eenheid: de handgeschreven letters en subtiele tekeningen in een losse stijl in heldere pastelkleuren.

#### Groen groen grasje(1923)
In dit ABC-prentenboek combineerde Bodenheim het alfabet met oud-Hollandse kinderrijmpjes. Al tijdens haar leven werd Groen groen grasje beschouwd als haar beste werk.

#### Verandering van stijl
Op latere leeftijd ontwikkelde Bodenheim een steeds vrijere tekenstijl met fantasievolle, soms bizarre surrealistische tekeningen. Met veel aandacht voor detail en ingekleurd in pasteltinten. Aan het begin van haar carrière (1899/1902) had zij voor Hugo de Vries, bioloog en hoogleraar aan de Universiteit van Amsterdam, enkele tientallen botanische platen getekend die hij voor zijn colleges over erfelijkheid gebruikte. Haar liefde voor de natuur en de kennis van planten, insecten en kleine dieren die zij met dit werk opdeed, paste ze later toe in haar prentenboeken als Waarom en waardoor (1936) en later ook in Tante Tor is jarig (1950). De aquarellen van het sprookjesprentenboek Waarom en waardoor werden door de toenmalige kunstcriticus van Het Vaderland, Jos. de Gruyter zeer gewaardeerd, omdat ze onmiddellijk boeien door “de gevoelige en levende sfeer, de ongewone vindingrijkheid en het phantastische van kleur en lijn”. De oude volksverhalen werden bewerkt door de letterkundige Catharina van de Graft.
Een andere bron van inspiratie voor het werk van Nelly Bodenheim waren de films van Charlie Chaplin.
In deze periode van haar leven werkte Bodenheim regelmatig samen met Lizzy Ansingh die ze goed kende van de Amsterdamse Joffers. Samen maakten ze enkele prentenboeken met absurdistische tekeningen van Bodenheim en versjes van de hand van Ansingh: Een Vruchtenmandje (1927), met satirisch vermenselijkte vruchten en Tante Tor is jarig (1950), een fantasieverhaal over insecten met typisch menselijke karaktertrekken.

### Andere disciplines

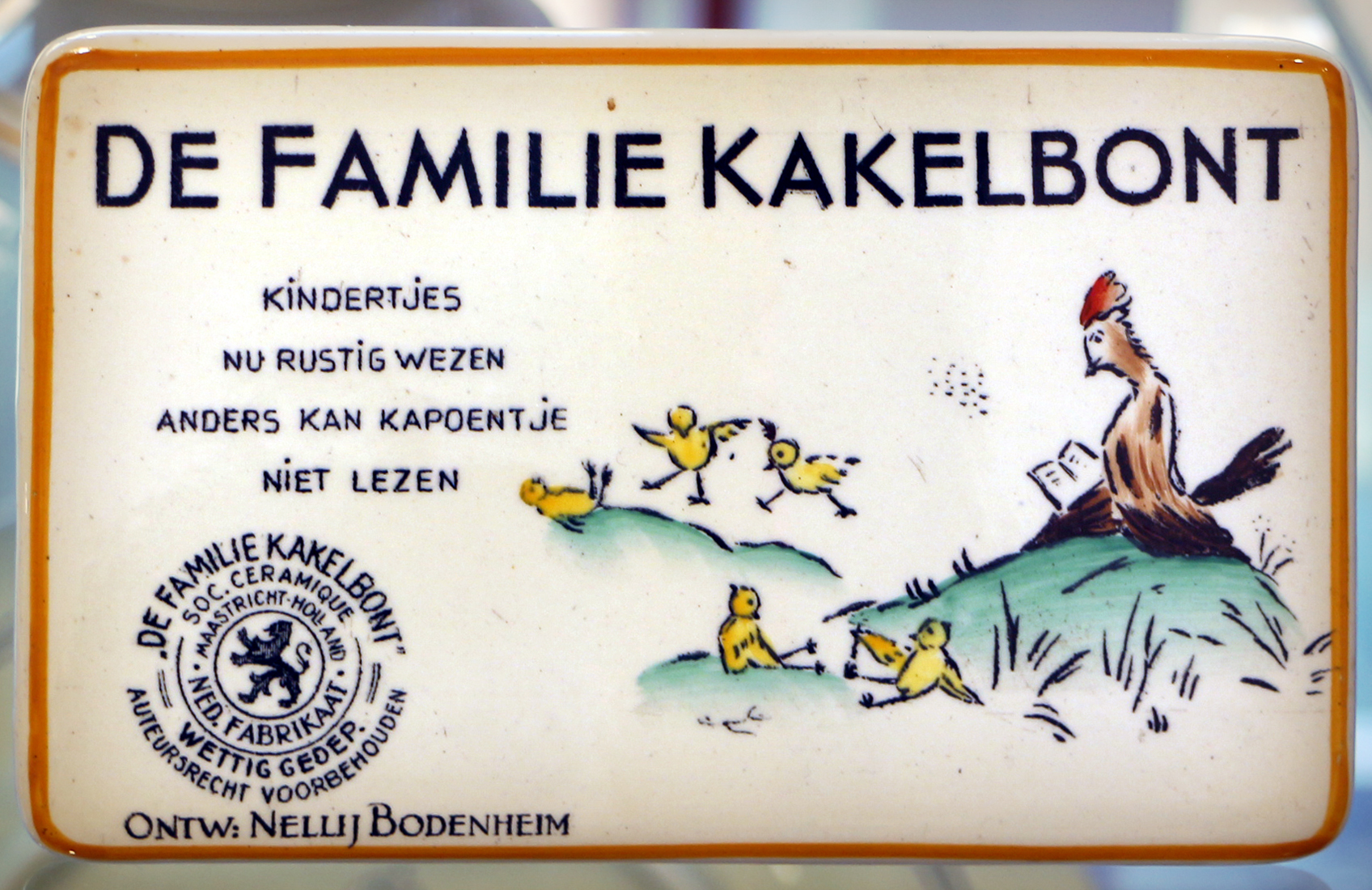
Deel van het servies De Familie Kakelbont van de Société Céramique.

Naast aquarellen en pentekeningen bestaat het oeuvre van Nelly Bodenheim vooral uit kunstnaaldwerk; grote steken in golvende kleurvlakken. Met dit vrije borduurwerk exposeerde ze regelmatig. In kunstrubrieken werd dit naaldwerk door de recensenten positief beoordeeld, vanwege haar subtiele kleurgebruik, haar geestigheid en fantasie.
Verder ontwierp Bodenheim affiches, boekomslagen. En de kostuums voor de toneelvoorstelling 'n Winteravondsprookje dat in 1922 werd opgevoerd in de Stadschouwburg Amsterdam onder regie van Willem Rooyaards.
Bekend is het servies De Familie Kakelbont, dat zij in 1924, samen met Lizzy Ansingh, ontwierp voor de Maastrichtse aardewerkproducent Société Céramique. In 1936 werd dit kinderservies opnieuw uitgebracht.

## Tentoonstellingen

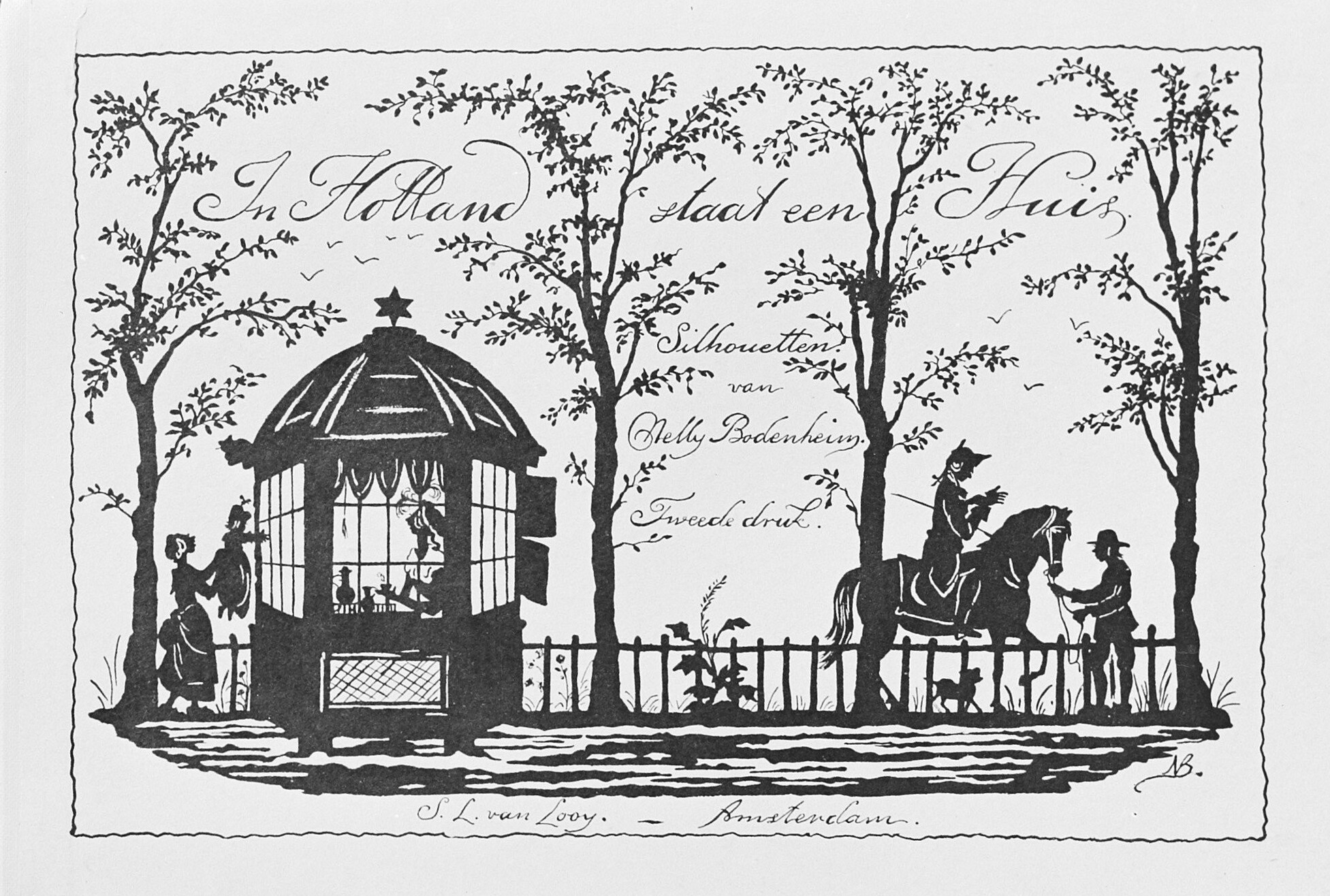
Impressie van de overzichtstentoonstelling in 1949 in het Stedelijk Museum Amsterdam. Foto Daan Noske.

Vanaf 1902 werd het werk van Nelly Bodenheim regelmatig geëxposeerd, meestal bij kunstenaarsgenootschappen, als Arti et Amicitiae, waarvan ze ook lid was, en bij kunsthandels. Ook na haar dood was haar werk regelmatig te zien, meestal samen met de andere Amsterdamse Joffers.
Tweemaal, aan het eind van haar leven en veertig jaar na haar dood, is er een grote overzichtstentoonstelling van haar werk georganiseerd:
- 1949 – Nelly Bodenheim – Stedelijk Museum in Amsterdam. Deze overzichtstentoonstelling leverde lovende recensies op, waarbij Bodenheim geprezen werd om haar onafhankelijke geest, oorspronkelijkheid, fantasie en humor. Haar werk werd vergeleken met werk van James Ensor.[7]
- 1991 – Nelly Bodenheim 1874-1951 Eén van de Amsterdamse Joffers – Amsterdams Historisch Museum.

## Werk in collecties en musea
In de collecties van enkele musea in Nederland wordt werk van Nelly Bodenheim bewaard:
- Rijksprentenkabinet in Amsterdam. Hier worden de originelen bewaard van In Holland staat een huis, Groen, groen grasje en Tante Tor is jarig[6]
- Museum Boymans Van Beuningen in Rotterdam. De originele tekeningen van Handje Plak en Het regent het zegent werden in 1902 door dit museum aangekocht.[7]
- Het Geheugen van Nederland Hier is gedigitaliseerd werk te zien, met name Bodenheims kostuumontwerpen en botanische onderwijsplaten, uit resp. de Bijzondere Collectie van de Universiteit van Amsterdam en van de Stichting Academisch Erfgoed te zien.
- Collectie Nederland: Musea, Monumenten en Archeologie. Hier is gedigitaliseerd werk te zien.

## Literatuur

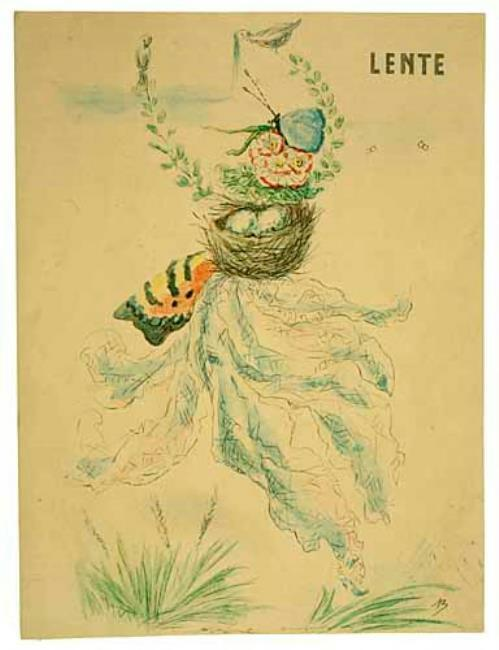
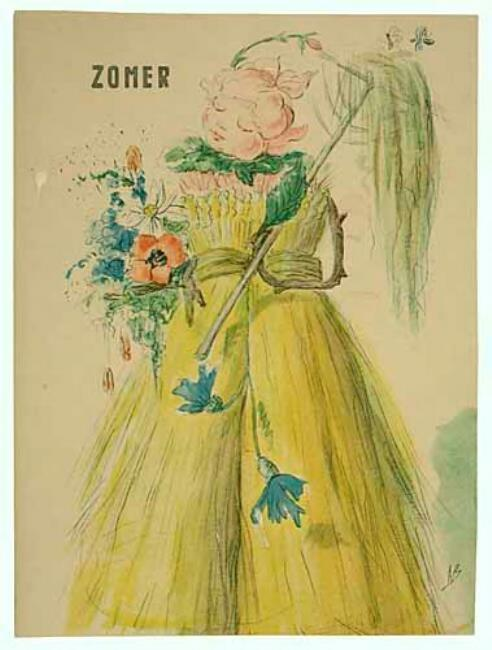
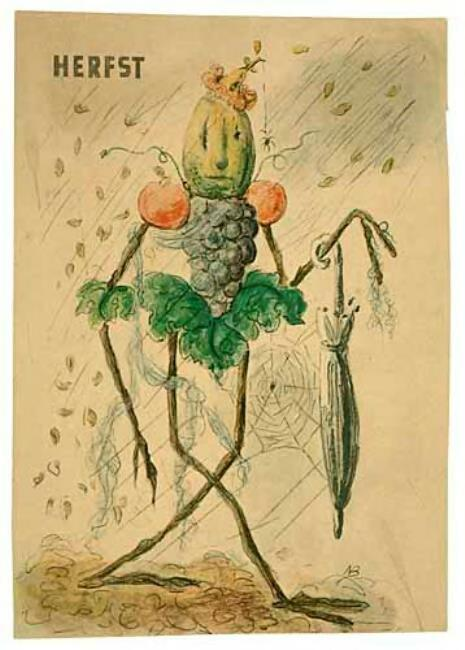
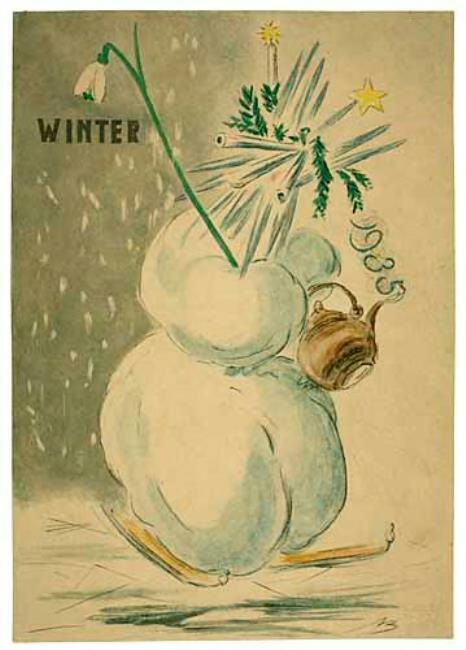